# Viéthorey
Viéthorey é uma comuna francesa na região administrativa de Borgonha-Franco-Condado, no departamento de Doubs. Estende-se por uma área de 7,92 km². Em 2010 a comuna tinha 96 habitantes (densidade: 12,1 hab./km²).